# Elasmus lutens
Elasmus lutens är en stekelart som beskrevs av Crawford 1915. Elasmus lutens ingår i släktet Elasmus och familjen finglanssteklar.
Artens utbredningsområde är Filippinerna. Inga underarter finns listade i Catalogue of Life.